# Små sensationer
Små sensationer er det tiende studiealbum af den danske popsanger Poul Krebs. Det udkom i 1995 og indeholder et af Krebs' største hits, "Sådan nogen som os". Nummeret nåede en ottendeplads på Tjeklisten. Albummet er Krebs' bedst sælgende album med 150.000 solgte eksemplarer. Små sensationer var produceret af Poul Martin Bonde og Poul Krebs.

## Spor
1. "Nat i Oslo" - 3:02
2. "Morrison, Dylan & Elvis" - 3:30
3. "Sådan nogen som os" - 4:03
4. "Vinden danser" - 3:23
5. "Prinsessen af Ålborg" - 4:16
6. "Små sensationer" - 4:30
7. "Hvis det ikke var for dig" - 4:06
8. "Til ære for dig" - 3:37
9. "Leidse Plein" - 3:13
10. "Morgen i Oslo (Reprise)" - 0:48
11. "Den sidste tamburin" - 4:06
12. "Transistor" - 3:56

## Medvirkende
- Poul Martin Bonde – producer
- Poul Krebs – producer, vokal, mundharpe, mandolin og akustisk guitar
- Peter Seebach – percussion og kor
- Tom Bilde – bas og kor
- Erik Jepsen – div. guitarer og kor
- Michael Friis – trommer
- Knud Møller – div. guitarer og kor
- Niels Ole Thorning – keyboards
- Søren Sko – kor
- Dorte Kvist – kor
- Niels Hoppe – saxofon
- Henrik Hansen – mundharpe
- Steffen Brandt – kor
- Michael Falch – kor
- Salvation Army, Viby, under ledelse af Oberst Tomb – trompet og trombone